# Baal-Eser I
Baal-Eser I (Beleazarus I, Ba‘l-mazzer I) fue un rey fenicio de la ciudad de Tiro. La única información disponible sobre Baal-Eser I viene de una cita del autor helenístico Menandro de Éfeso, en el Contra Apión de Flavio Josefo:

A la muerte de Hiram, Beleazarus, su hijo tomó el reino; vivió cuarenta y tres años, y reinó siete años: después de él les sucedió su hijo, Abdastartus
Flavio Josefo, Contra Apión i.18

.
Las fechas de Baal-Eser se han establecido a partir de las de Hiram. La datación de Hiram y de los reyes siguientes está basada en los estudios de J. Liver, J. M. Peñuela, F. M. Cross, y William H. Barnes, todos los cuales construyen un sincronismo entre Baal-Eser II y Salmanasar III, sobre la evidencia de las inscripciones en 841a. C. Los estudios anteriores que no tuvieron en cuenta estas inscripciones tendrán diferentes fechas para los reyes de Tiro.
Una exposición más detallada sobre la cronología de los reyes de Tiro, desde Hiram I hasta Pigmalión, con una discusión sobre la importancia de Dido, la reina y eventual fundadora de Cartago, para la datación de estos reyes, se encuentra en el artículo sobre los reyes de Tiro.